# Aleuron disis
Aleuron disis är en fjärilsart som beskrevs av Jean Baptiste Boisduval 1875. Aleuron disis ingår i släktet Aleuron och familjen svärmare. Inga underarter finns listade i Catalogue of Life.